# Sint-Wigbertkerk
De Sint-Wigbertkerk (Duits: St.-Wigberti-Kirche) is een katholiek kerkgebouw in Erfurt, Thüringen.

## Geschiedenis

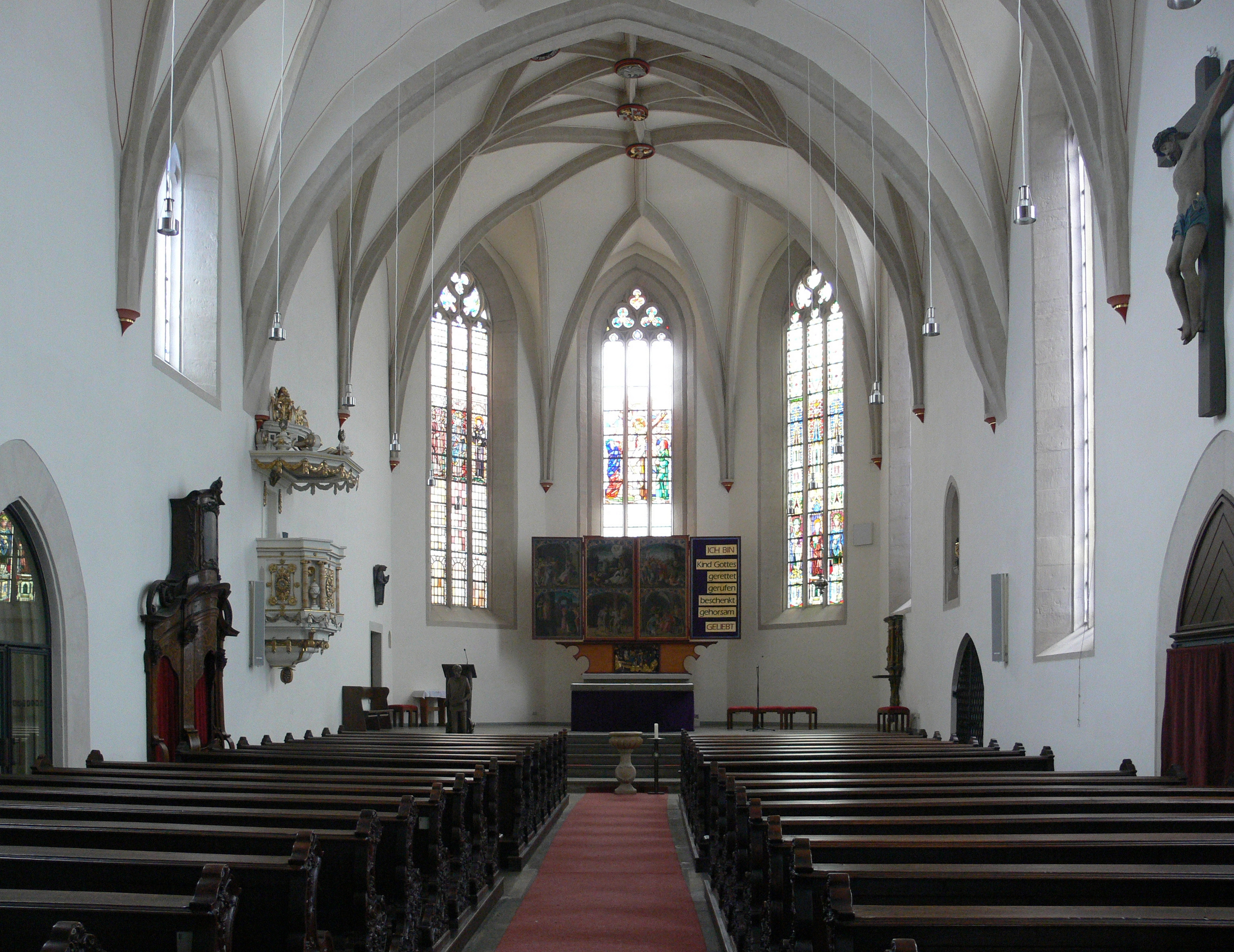
Interieur

Als parochie bestaat Sint-Wigbert sinds het midden van de 10e eeuw. De huidige laatgotische kerk werd in 1473 gewijd aan de heilige Wigbert, een benedictijner monnik die in de 7e eeuw het Evangelie met Bonifatius missioneerde in de Friese landen.
Tijdens de Reformatie werd er om de Wigbertuskerk heftig gestreden tussen vertegenwoordigers van de oude en de nieuwe leer. Sinds 1606 is de kerk weer katholiek, met een onderbreking tijdens de Zweedse bezetting van de stad in de Dertigjarige Oorlog. De kerk diende toen als protestantse garnizoenskerk voor de Zweedse troepen.
Van 1651 tot 1822 was de kerk ook een kloosterkerk van het nieuwe klooster van de augustijner heremieten. In de periode 1699-1082 deed de kerk bovendien dienst als de hof- en grafkerk van de stadhouders van Keur-Mainz, die in het naburige stadhouderlijk hof resideerden.
Gedurende de Franse tijd werd de kerk van 1806 tot 1814 door het Franse bestuur als garnizoenskerk gebruikt.
Tijdens de Tweede Wereldoorlog raakte bij de verwoesting van de Barrevoetsekerk door een luchtmijn op 25 november 1944 ook de Wigbertkerk beschadigd. De vensters in de altaarruimte sprongen aan gruzelementen, zodat de missen verplaatst moesten worden naar de sacristie.
In de jaren 1950 en 1990 werd het interieur van de kerk heringericht en vanaf 2003 werd een omvangrijke renovatie aan het gebouw uitgevoerd.

## Toren
De toren van de kerk stamt uit het jaar 1409. In 1563 werd de spits van de toren verbouwd tot woning voor de brandwachter. Tot 1878 bleef de spits van de toren deze functie houden.

## Schuilkelder
Op de binnenhof bij de kerk ligt een schuilkelder waar men in de Tweede Wereldoorlog toevlucht zocht tijdens de luchtaanvallen op de stad. Het betreft een laatmiddeleeuwse kelder die in 1938 werd verbouwd tot schuilkelder. Sinds 2005 is de schuilkelder opengesteld voor het publiek. De schuilkelder is onderdeel van het Erfurter Stadtmuseum en voor bezichtiging kan men zich vooraf bij het museum melden (Erfurter Stadtmuseum, Johannesstraße 169, 99094 Erfurt).